# Dime Jankulovski
Dime Jankulovski (Gotemburgo, 18 de junio de 1977) es un exfutbolista sueco.

## Clubes
| Club               | País    | Año         |
| ------------------ | ------- | ----------- |
| Lundby IF          | Suecia  | 1996 - 1997 |
| Västra Frölunda IF | Suecia  | 1998 - 2000 |
| AIK Solna          | Suecia  | 2001        |
| IK Start           | Noruega | 2002        |
| IFK Norrköping     | Suecia  | 2003        |
| Örgryte IS         | Suecia  | 2003        |
| Raufoss IL         | Noruega | 2004        |
| GAIS               | Suecia  | 2005 - 2013 |